# بحيرة إيبي
بحيرة إيبي (منغولية: إيف نوور، المنغولية الوسطى: إيبي؛ الصينية) هي بحيرة متصدعة وتقع في منطقة شينجيانغ أويغور وهي ذاتية الحكم وتقع في شمال غرب الصين، وهي قريبة من حدود كازاخستان. تقع بحيرة إيبي على الطرف الجنوبي الشرقي من بوابة دزنغاريان، وهي مركز مستجمعات المياه في الجزء الجنوبي الغربي من حوض دزنغاريان. غطت البحيرة سابقًا أكثر من 1000 كم 2 (400 ميل 2 ) بمتوسط عمق أقل من 2 متر (6.5 قدم). وفي أغسطس 2007، خصصت الحكومة الصينية الأراضي الرطبة الملاصقة لبحيرة أيبي كمحمية وطنية طبيعية. يمنع تركيز الملح العالي (87 جم / لتر) من المياه النباتات والأسماك من العيش في البحيرة نفسها على الرغم من أن العديد من الأسماك بمختلف انواعه يعيش في مصبات أنهار منبعها. تغطي البحيرة حاليًا مساحة 500 كيلومتر مربع فقط.